# Narsés de Armenia
Narsés (en persa, نرسه [Narsē]; ¿? - 302), rey de Armenia del 272 al 294 y también del Imperio sasánida del 293 al 302, como Narsés I.

## Contexto histórico
Narsés (también escrito como Narseh) era hijo de Sapor I. Accedió al trono persa ya siendo rey de Armenia rebelándose contra su sobrino-nieto Bahram III en el 293, y muy pronto se convirtió en único rey.

## Reinado
Atacó a los romanos, pero tras derrotar al césar Galerio (emperador posteriormente en 305-311) cerca de Callinico en el Éufrates en el 296, fue completamente derrotado al año siguiente mientras se encontraba con su harén en Armenia y obligado a firmar un tratado de paz por el que el oeste de Mesopotamia y cinco provincias en la orilla oeste del alto Tigris fueron cedidas a los romanos, a quienes se les reconocía igualmente su soberanía sobre Armenia.
Esta paz, sellada en el 297, duró cuarenta años, hasta el 337. Narsés falleció en el 302 siendo sucedido por su hijo Ormuz II.
| Predecesor: Bahram III | Rey del Imperio sasánida 293-302 | Sucesor: Ormuz II |